# Вейна, Тереза
Тереза Урсула Вейна (в замужестве Урбан;пол. Teresa Weyna; 30 мая 1950 года, Торунь, Польша) — тренер по фигурному катанию, бывшая польская фигуристка, выступающая в одиночном катании, парном катании и в танцах на льду с Петром Боянчиком. С ним она девятикратный чемпион Польши и участник XII зимних Олимпийских игр. Дважды вице-чемпионка Польши.

## Карьера спортсменки
Тереза родилась в многодетной семье 1950 году в Торуни. Её мать Урсула Ядвига Фальковская была страстной любительницей фигурного катания и много лет работала в Польской федерации секретарём на соревнованиях по фигурному катанию. Сама Тереза начала заниматься спортом значительно поздно лишь в 1960 году. Первым её тренером стал Ян Боянчик, занималась она сразу в трёх разрядах (парное, одиночное катание и танцы на льду). К сожалению, не удалось выяснить, кто были её первыми партнерами в обоих парных видах.
Осенью 1965 года она сменила партнёра в парном катании, им стал сын тренера Пётр. В первый сезон фигуристы стали чемпионами Польши среди юниоров в парном катании. Однако Тереза на взрослом чемпионате Польши остановилась рядом с подиумом, а в танцах на льду выиграла серебряную медаль. Поразмыслив над перспективами в парном и одиночном катании Тереза согласилась с доводами тренера и осталась в танцах на льду, но уже с новым партнёром, сыном тренера. Так возникла самая успешная польская пара в танцах на льду.
С осени 1966 года они уже выступали во взрослом разряде в танцах на льду. Сразу же в первый сезон спортсмены выиграли серебряные медали чемпионата Польши. В следующий сезон пара впервые стала чемпионами Польши в танцах на льду. В этом же году спортсмены отправились в шведский город Вестерос на европейский чемпионат, где заняли предпоследнее место. Только в 1970 году когда фигуристы вошли в десятку лучших на континенте польская федерация отправила их в Любляну на мировой чемпионат, так они стали первыми представителями Польши на мировом чемпионате среди танцевальных пар.
В 1971 году на континентальном чемпионате в Цюрихе благодаря прошлогодним достижениям Вейны и Боянчика польская федерация впервые заявила две танцевальные пары. Фигуристы перебрались в столицу (Варшава), где стали тренироваться у нового тренера Анны Бурше-Линднеровой.
В 1974 году в западногерманском городе Мюнхен польские танцоры на мировом чемпионате сумели пробиться в число десяти лучших. Это позволило на следующий чемпионат в США заявить впервые две пары. На этом чемпионате польские фигуристы показали своё лучшее достижение, заняли седьмое место.
В 1976 году в австрийском Инсбруке впервые танцы на льду дебютировали на Олимпийских играх, где польская пара сумела пробиться в число десяти лучших. Через две недели после соревнований в Австрии фигуристы последний раз приняли участие в турнире ИСУ на чемпионате мира в Швеции.

## Послеспортивная карьера
Тереза закончила в Варшаве академию физкультуры и стала тренером по фигурному катанию. Сначала она работала тренером у танцоров. Среди её учеников неоднократные чемпионы Польши, участники мировых, европейских чемпионатов и XV зимних Олимпийских игр Хонората Гурна с Анджеем Достатним и Малгожата Грайцар с Анджеем Достатним.
После развода с мужем живёт в Гданьске и тренирует команду по синхронному катанию.

## Спортивные достижения
| Соревнования/Сезон        | 1966—67 | 1967–68 | 1968–69 | 1969–70 | 1970–71 | 1971–72 | 1972–73 | 1973–74 | 1974–75 | 1975–76 |
| ------------------------- | ------- | ------- | ------- | ------- | ------- | ------- | ------- | ------- | ------- | ------- |
| Олимпийские игры          |         |         |         |         |         |         |         |         |         | 9       |
| чемпионаты мира           |         |         |         | 13      | 14      | 13      |         | 10      | 7       | 9       |
| Чемпионаты Европы         |         | 16      | 15      | 9       | 9       | 9       | 12      | 9       | 8       | 7       |
| Турнир Московские новости |         |         |         |         |         |         |         |         | 3       |         |
| Чемпионаты Польши         | 2       | 1       | 1       | 1       | 1       | 1       | 1       | 1       | 1       | 1       |

## Личная жизнь
Тереза была замужем, позже супруги расстались. У неё трое детей дочери-близняшки Каролина и Катаржина (1979 год) и сын Бартош (1980 год).